# NT Весов
NT Весов (лат. NT Librae) — одиночная переменная звезда в созвездии Весов на расстоянии (вычисленном из значения параллакса) приблизительно 6236 световых лет (около 1912 парсеков) от Солнца. Видимая звёздная величина звезды — от +19,7m до +18,6m.

## Характеристики
NT Весов — пульсирующая переменная звезда типа RR Лиры (RRAB).